# 圆锥铁线莲
圆锥铁线莲（学名：Clematis terniflora）为毛茛科铁线莲属下的一个种。

## 扩展阅读
維基物種上的相關：圆锥铁线莲